# Charles Stanhope (3. hrabia Stanhope)
Charles Stanhope, trzeci earl, wicehrabia Stanhope of Mahon, baron Stanhope of Elvaston, (ur. 3 sierpnia 1753 w Londynie, zm. 15 grudnia 1816 w Chevening) – polityk angielski i naukowiec.

## Życiorys
Drugi (ale najstarszy żyjący, stąd dziedziczenie tytułu) syn Philipha, drugiego earla Stanhope, piastował w latach 1763–1786 tytuł wicehrabiego (lub lorda) Mahon. Uczęszczał do Eton, następnie był członkiem Izby Gmin w latach 1780–1786. Przewodził Revolution Society (założone 1788), żądającemu demokratyzacji brytyjskiego parlamentu. Sam siebie nazwawszy obywatelem Stanhope sympatyzował z rewolucją francuską i przeciwstawiał się wojnie z rewolucyjną Francją. Wykazywał tolerancję religijną. Przeciwnik połączenia Anglii z Irlandią, wróg niewolnictwa w koloniach brytyjskich.
Jako jeden z pierwszych uczonych badał zjawiska elektryczne. Wynalazł dwie maszyny liczące, żelazną prasę drukarską (ok. 1800), nowy typ soczewki do mikroskopu; pojazd parowy; bardzo trwały rodzaj cementu oraz pewien typ dachówki. Zaprojektował połączenie kanału Bristol ze swoją posiadłością w Holsworthy, w hrabstwie Devon.
Podstawowe publikacje:
- Considerations on the Means of Preventing Fraudulent Practices on the Gold Coin (1775)
- Principles of Electricity (1779)
- A Letter to Burke, Containing a Short Answer to His Late Speech on the French Revolution (1790)

Principles of Electricity przetłumaczono na język francuski w 1781.